# Ordinador de taula

Una il·lustració estilitzada d'un ordinador de taula

Un ordinador de taula és un ordinador personal (PC) en una forma destinada a l'ús regular en un únic lloc, a diferència d'un ordinador portàtil mòbil o d'un «ordinador transportable». Abans de l'ús generalitzat dels microprocessadors, un equip que podria cabre en un escriptori es considerava extraordinàriament petit. Els ordinadors de taula venen en una varietat de tipus de carcasses que van des de grans torres verticals a petites models SFF que es poden amagar darrere d'un monitor LCD. «Sobretaula» també pot indicar una caixa d'ordinador horitzontalment orientada, generalment amb la intenció de tenir la pantalla situada a la part superior per estalviar espai a l'escriptori. La majoria dels ordinadors de taula moderns tenen pantalles i teclats separats. Les carcasses destinades a sistemes HTPC són en general de taula, sense importar la seva orientació i col·locació.

## Història

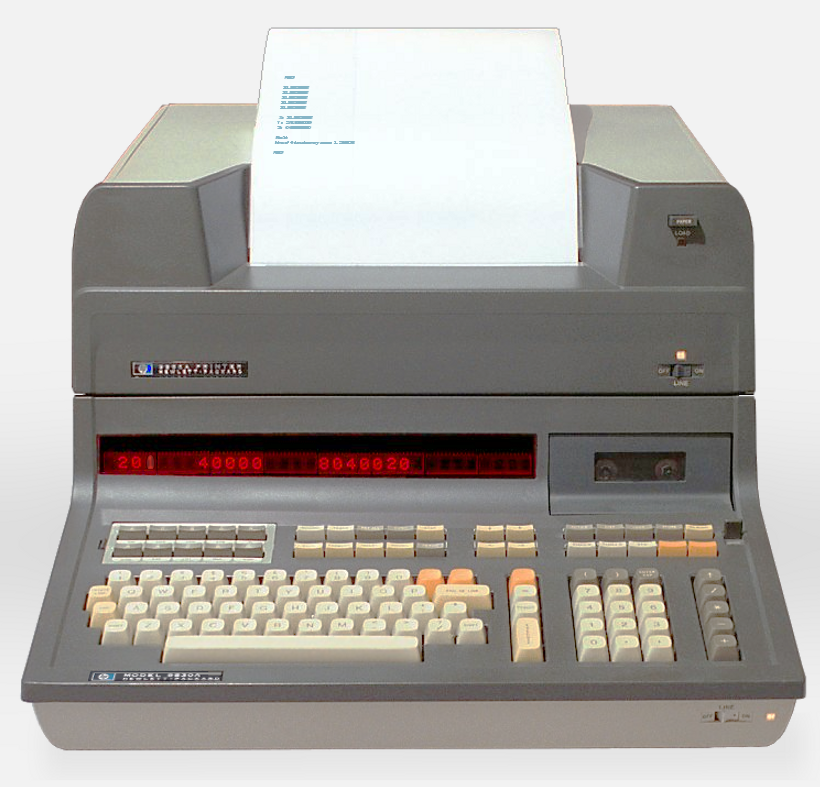
Una calculadora programable sofisticada, la HP 9830A era en realitat un ordinador de taula primerenc, amb impressora

Els primers ordinadors ocupaven l'espai d'una habitació. Miniordinadors cabien en l'espai d'un o més frigorífics. No va ser sinó fins a la dècada del 1970 quan els equips com la sèrie d'ordinadors de taula programables HP 9800, van cabre enterament a la part superior d'un escriptori. Les primeres grans calculadores van ser introduïts el 1971, donant lloc a un model amb programació en BASIC el 1972. Van usar una versió més petita d'un disseny de miniordinador basat en memòria ROM i va tenir una petita pantalla LED alfanumèrica d'una línia. Es podria dibuixar gràfics d'ordinador amb un plòter. El Wang 2200 del 1973 va tenir un monitor CRT i emmagatzematge en cinta de casset. L'IBM 5100 el 1975 tenia una petita pantalla CRT i es podria programar en BASIC i APL. Aquests van ser equips especialitzats, generalment cars i venuts per a usos comercials o científics. A la fi dels anys 1970 i 1980, els ordinadors personals, com la sèrie Apple II i l'IBM Personal Computer van utilitzar processadors estàndards per reduir el cost de posar un ordinador complet amb un monitor separat sobre un escriptori. Aquests trobarien usos en la casa, així com en els negocis i la indústria, i després van incorporar interfícies gràfiques d'usuari i potents sistemes operatius de xarxa, com ara Mac OS (Macintosh) i Windows.

## Ordinadors tot en un

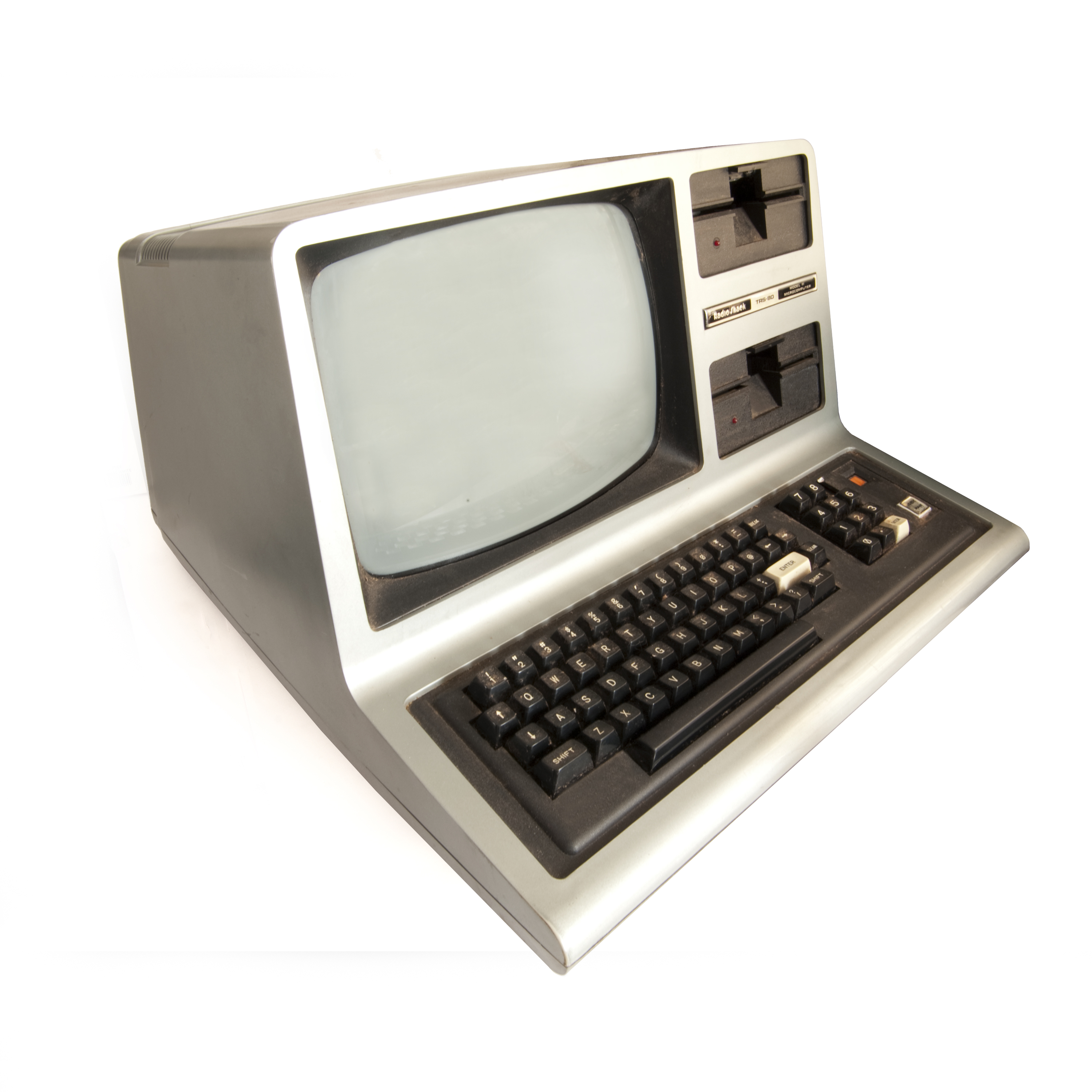
El TRS-80 Model III, de 8 bits (1980)

Ordinadors tot en un són ordinadors de taula que combinen el monitor en la mateixa caixa que la CPU. Apple ha fabricat diversos exemples populars d'ordinador tot en un, com el Macintosh original de mitjans dels anys 1980 i l'iMac de la dècada del 1990 i 2000. Alguns ordinadors més antics de 8 bits, com el Commodore PET 2001 o els TRS-80 Models III i IV, també entren en aquesta categoria. PCs tot en un solen ser més portàtils que PCs de taula i molts s'han construït amb nanses integrades a la carcassa. Es poden simplement desconnectar i transportar a una nova localització.
Igual que els ordinadors portàtils, ordinadors de taula tot en un són caracteritzats per una relativa manca d'actualització o personalització de maquinari, com el maquinari intern és sovint situat a la part posterior del monitor. D'altra banda, en el cas de la línia iMac des de l'any 2002, la CPU i altres components de maquinari interns estan, més o menys, permanentment enganxats a la placa base a causa de limitacions d'espai.
No obstant això, els últims models dels equips tot en un han canviat el seu enfocament a aquest problema. Moltes de les ofertes actuals, com el Handii MyFace i altres, estan utilitzant components estàndard disponibles en el mercat i estan dissenyant la conveniència d'actualització en els seus productes.